# كامفاينغ فيت (محافظة)
كامفاينغ فيت (بالتايلاندية:กำแพงเพชร)(بالإنجليزية: Kamphaeng Phet)‏ هي إحدى محافظات تايلاند. تقع في شمال تايلاند، تحدها محافظات سوكوتاي، فيتسانولوك، فيتشيت، ناخون ساوان وتاك.

## الجغرافيا
يعتبر نهر بينج النهر الرئيسي في المحافظة، وهو إحدى منابع نهر تشاو فرايا تجري الأنهار في الجزء الشرقي من المحافظة بينما تغطي الجبال والغابات الجزء الغربي منها.
تشتهر المحافظة بإنتاج الموز، وهناك احتفال ديني للموز يقام كل عام في المحافظة.

## التاريخ
كانت كامفاينغ فيت مدينة ملكية خلال عهد مملكة السكوتاي في القرن الرابع عشر، ثم عرفت لاحقا باسمها القديم شاكانجراو.

## الشعار
يمثل شعار المحافظة: أسوار المدينة.حيث يعني اسم المدينة: أسوار الألماس.

## التقسيمات الإدارية
تنقسم المحافظة إلى 11 مقاطعة رئيسية و 78 بلدية و 823 قرية
| 1. موانج كامفانج فيت 2. ساي ناجام 3. كلونج لان 4. كانو وورالاكسابوري 5. كالونج كالونج 6. فران كاراتاي | 1. لان كرابو 2. ساي ثونج واتثانا 3. بانج سيلا ثونج 4. بوينح ساماكهي 5. كوسامفي ناخون |